# Second mécanicien
Pour les articles homonymes, voir Mécanicien.
Le second mécanicien est sous la direction du chef mécanicien. Présent sur les navires en haute mer, le second mécanicien est le remplaçant du chef mécanicien en cas d'indisponibilité de ce dernier. Le second mécanicien encadre (dépendant du tonnage du navire , de la puissance et du type de moteur) des officiers mécaniciens et des ouvriers mécaniciens (maître machine, graisseur, nettoyeur). Le second mécanicien est un officier responsable du fonctionnement, de la maintenance des différents éléments techniques (propulsion mécanique, production électrique, automation, installation hydraulique, climatisation etc  , .) d'un navire de commerce, de pêche,  de navire de plaisance à utilisation commerciale ou militaire. Il est un officier du département technique du bord.

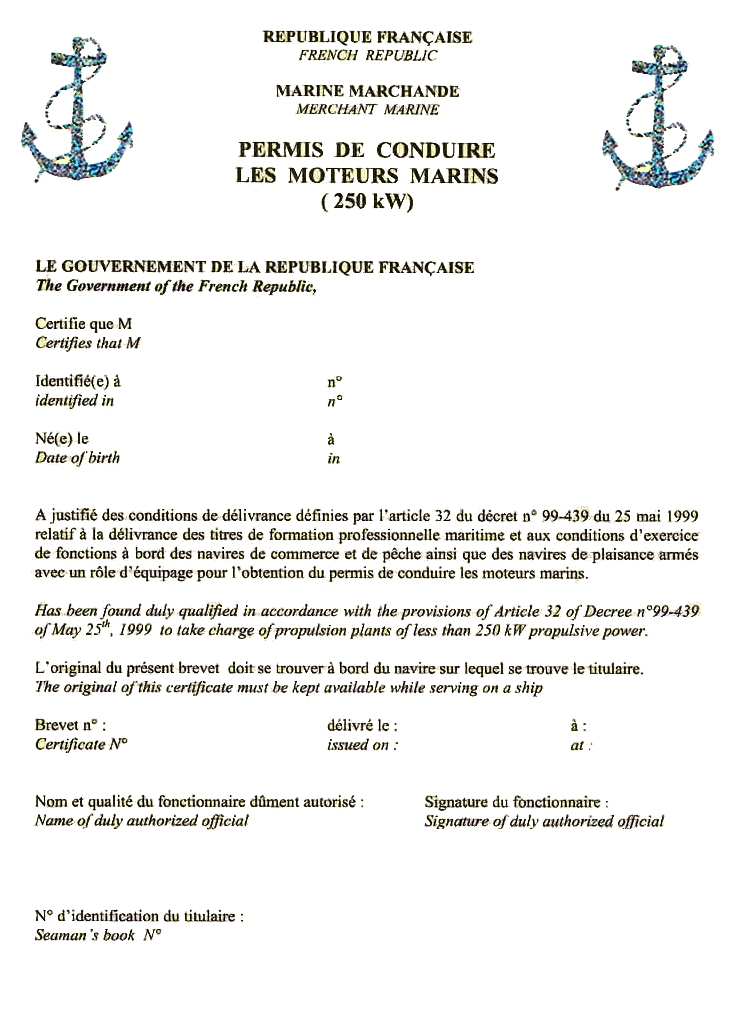
Diplôme de mécanicien de la marine marchande pour conduire les moteurs marins jusqu'à 250kW.

## Les brevets
Les brevets nécessaires à l'exercice de second mécanicien au service machine en fonction de la puissance propulsive et de l’expérience acquise en machine :
(brevets monovalent machine) 
 permis de conduire les moteurs marins 250 kW  
 brevet de mécanicien 750 kW  
 brevet de second mécanicien 3000 kW 
 brevet de second mécanicien 8000 kW 
 brevet de second mécanicien 15000 kW 
 brevet de second mécanicien    ( sans limite de puissance propulsive )
ou titulaire d'un brevet de chef mécanicien
ou titulaire d'un brevet de chef de quart machine
(brevets polyvalents) 
 brevet de capitaine 200 avec mention machine  par le permis de conduire les moteurs marins 250 kW  
 brevet de second polyvalents 

Sur le brevet du mécanicien, une mention représente la puissance propulsive maxi, avec éventuellement le module machine à vapeur, et éventuellement le type de navire.